# Route nationale 178
Pour les articles homonymes, voir Route 178.
La route nationale 178, ou RN 178, est une ancienne route nationale française reliant, avant les déclassements de 1972, Fougères à La Mothe-Achard. Elle est déclassée sur la totalité de son parcours et renommée RD 178 en Loire-Atlantique et en Ille-et-Vilaine (sauf entre Fougères et Vitré où elle est devenue la RD 179) et RD 978 en Vendée.
À la sortie de Nantes, la RN 178 était en tronc commun avec la RN 137 jusqu'aux Sorinières ; ce tronçon est resté numéroté RN 137, puis, jusqu'à Viais, avec la RN 137BIS. Ce dernier tronçon est déclassé en RD 178A.
Après la réforme de 1972, le nom de RN 178 est attribué à l'ancienne RN 815A, reliant le pont de Tancarville à Boulleville. Cette route ne traverse aucun village. Elle est déclassée en RD 6178 en 2006.

## Ancien tracé de Fougères à La Mothe-Achard

### Ancien tracé de Fougères à Vitré
- Fougères D 179 (km 0)
- Billé (km 8)
- Combourtillé (km 10)
- Saint-Christophe-des-Bois (km 16)
- Taillis (km 20)
- Vitré D 179 (km 29)

### Ancien tracé de Vitré à Châteaubriant
- Vitré D 178 (km 29)
- Moutiers (km 48)
- La Guerche-de-Bretagne (km 52)
- Rannée (km 54)
- Forges-la-Forêt (km 62)
- Martigné-Ferchaud (km 68)
- Châteaubriant D178 (km 82)

### Ancien tracé de Châteaubriant à Nantes
- Châteaubriant D 178 (km 82)
- Gravotel, commune de Moisdon-la-Rivière (km 94)
- La Meilleraye-de-Bretagne (km 102)
- Joué-sur-Erdre (km 110)
- Nort-sur-Erdre (km 119)
- Petit-Mars (km 125)
- Carquefou (km 137) (échangeur de Vieilleville)
- Nantes D 178 (km 149), la route dite « de Carquefou » en constitue un tronçon.

### Ancien tracé des Sorinières à La Mothe-Achard
- Les Sorinières D 178a (km 156)
- Viais, commune de Pont-Saint-Martin D 178 (km 161)
- Les Noyers, commune de Saint-Colomban (km 175)
- Corcoué-sur-Logne D 178 (km 180)
- Legé D 978 (km 190)
- Palluau (km 200)
- La Chapelle-Palluau (km 203)
- Aizenay (km 208)
- Beaulieu-sous-la-Roche (km 215)
- Les Moulières, commune de Saint-Georges-de-Pointindoux (km 219)
- La Mothe-Achard D 978 (km 223)